# Васіл Кушей
Васіл Кушей (чеськ. Vasil Kušej, нар. 24 травня 2000, Усті-над-Лабем) — чеський футболіст, нападник клубу «Славія» та національної збірної Чехії. Виступав також за низку чеських і закордонних клубів. Чемпіон Чехії.

## Клубна кар'єра
Васіл Кушей народився 2000 року в місті Усті-над-Лабем. На батьківщині займався в юнацьких командах футбольних клубів «Усті-над-Лабем» та «Тепліце», в 2015 році перейшов до юнацької команди німецького клубу «Динамо» (Дрезден), у якій грав до 2019 року. У 2019 році футболіста перевели до основної команди дрезденського клубу, проте відразу віддали в оренду до австрійського клубу «Ваккер» (Інсбрук), а в 2020—2021 роках Кушей грав у оренді на батьківщині в клубі «Усті-над-Лабем».
У 2021 році чеський нападник на правах постійного контракту став гравцем чеського клубу «Простейов», у складі якого грав до 2023 року, та став у складі команди одним із основних гравців атакувальної ланки.
У 2023 році Кушей перейшов до клубу «Млада Болеслав», у складі якого грав до початку 2025 року, де також був одним із основних нападників команди. З початку 2025 року Кушей грає у складі клубу «Славія», в якому в перший же сезон виступів став чемпіоном Чехії.

## Виступи за збірні
У 2015 році Васіл Кушей дебютував у складі юнацької збірної Чехії, загалом на юнацькому рівні взяв участь у 33 іграх, відзначившись 10 забитими голами.
У 2022—2023 роках футболіст грав у складі молодіжної збірної Чехії. На молодіжному рівні зіграв у 7 офіційних матчах, і був учасником молодіжного Євро-2023, де чехи не подолали груповий етап.
У 2023 році Кушей дебютував у складі національної збірної Чехії. Станом на початок 2025 року футболіст зіграв у складі національної збірної 2 матчі, в яких забитими голами не відзначився.

## Титули і досягнення
- Чемпіон Чехії (1):

«Славія»: 2024–2025